# Francesc Comes

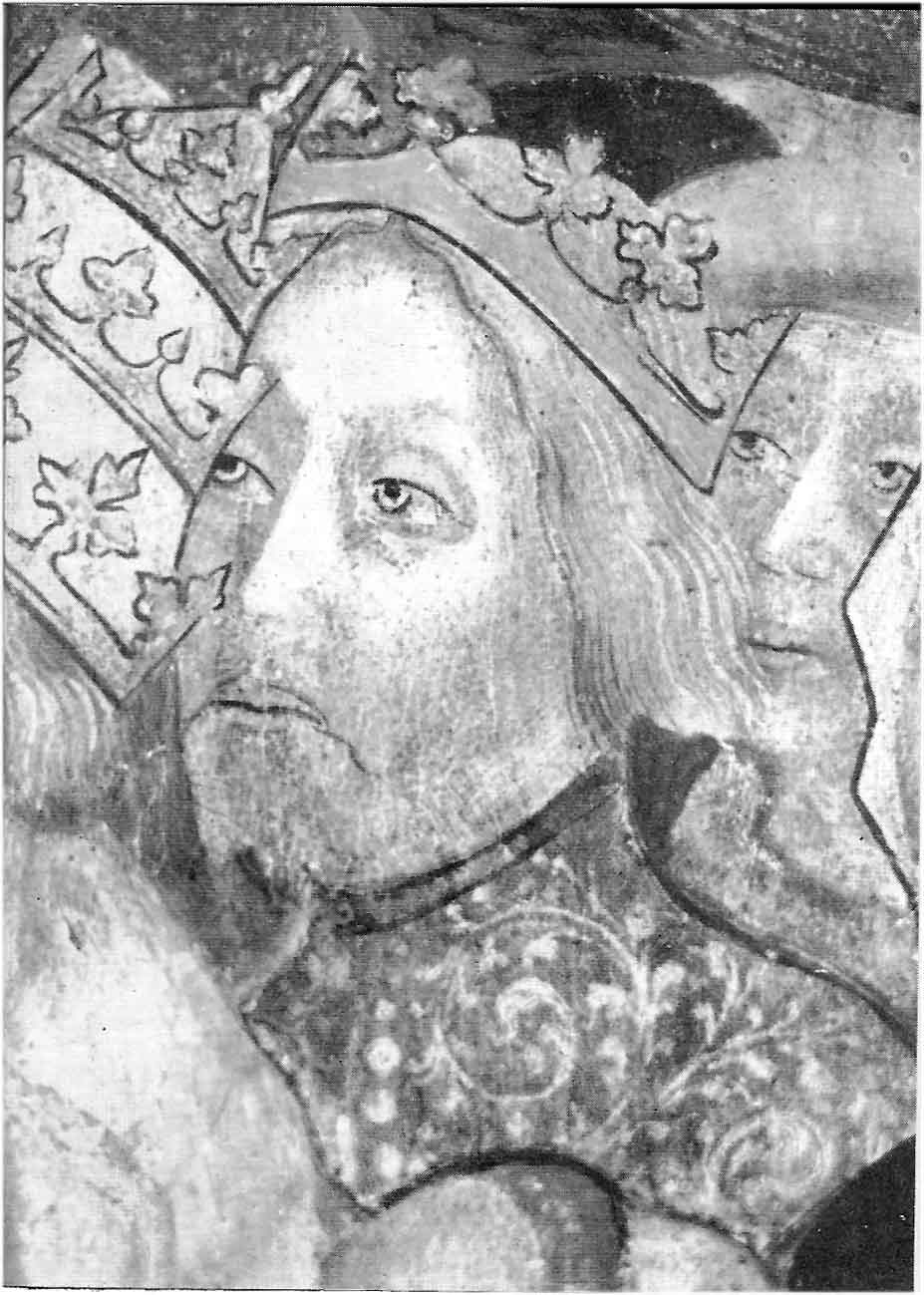
Probable retrat de Jaume I, al retaule de la Verge de Gràcia, de Francesc Comes, al Museu de Mallorca

Francesc Comes (documentat a Mallorca entre 1392 i 1415) fou un pintor pertanyent a l'escola mallorquina del gòtic internacional. Chandler Post l'anomenà Mestre d'Inca. Sembla que era originari de València, se sap que va ser actiu a Xàtiva el 1382, per un document contractual, però es desconeixen els motius pels quals va establir el seu taller a Mallorca. Es creu que podria haver après l'ofici a València sota les ordres de Llorenç Saragossà, tot i que es desconeix l'origen de la seva influència romana d'Orient.
Al Museu de Mallorca es pot trobar la seva obra més coneguda, el retaule de Santa Maria de Gràcia. A més, es considera que va realitzar el retaule per a la parròquia de Sineu i, en col·laboració, el de Santa Maria Magdalena. Es conserven altres taules seus a l'illa, com Salvador Mundi, a l'església de Santa Eulària, signat i datat el 1395. El mateix any va cobrar dos retrats, actualment desapareguts, de Ricard II d'Anglaterra i un altre d'un duc anglès. Comes realitza a Mallorca treballs equivalents als de Lluís Borrassà al principat.

## Obres rellevants
- Salvador Mundi, Església de Santa Eulària, Mallorca
- Retaule de Santa Maria de Gràcia, Museu de Mallorca
- Mare de Déu de Gràcia i Sant Vicent, Museu de la Llotja de Palma
- Sant Jordi d'Inca, Societat Arqueològica Lul·liana
- Sant Cristòfor, Santa Creu, Mallorca
- La Mare de Déu i àngels músics, ermita del Puig, Pollença
- Sant Joan Baptista; Anunciació; Crucifixió; Santa Caterina d'Alexandria, Museu Nacional d'Art de Catalunya[3]